# Горелая (Вологодская область)
Горелая — деревня в Тотемском районе Вологодской области.
Входит в состав Медведевского сельского поселения, с точки зрения административно-территориального деления — в Медведевский сельсовет.
Расстояние до районного центра Тотьмы по автодороге — 18,8 км, до центра муниципального образования посёлка Камчуга по прямой — 8 км. Ближайшие населённые пункты — Запольная, Лобаниха, Медведево, Совинская.
По данным переписи в 2002 году постоянного населения не было.